# 悉尼歌剧院
雪梨歌劇院（英語：Sydney Opera House）是一座位於澳洲新南威爾斯州悉尼的多場館表演藝術中心。它位於悉尼港的前濱，獲廣泛認為是世界上著名和具特色建築之一，也是20世紀建築的代表傑作，成爲澳洲的象徵。
該建築物由丹麥建築師约恩·乌松設計，但則是由彼得·霍爾領導的澳大利亞建築團隊完成，該建築於1973年10月20日由英國女王伊丽莎白二世正式啟用。
乌松的設計於1957年獲選為國際設計競賽的獲勝者，此後新南威爾士州政府在總理約瑟夫·卡希爾的領導授權下，歌劇院於1958年開始施工，乌松負責施工。由於成本、設計更改及進度超支等影響，最終導致乌松辭職。
作為世界著名的表演藝術中心、該建築及其周邊設施佔據了雪梨港的整個班尼朗角，建築物毗鄰悉尼中心商業區和悉尼皇家植物園，靠近雪梨海港大橋，因而獲視為悉尼的標誌性建築。
作爲一個多表演場地，歌劇院每年共舉辦超過1,500場演出，其觀眾超過120萬人次。許多表演藝術家都會到此表演，其中包括八個常駐團體：澳洲室內管弦樂團、班加拉舞蹈劇團、貝爾莎士比亞劇團、澳洲歌劇團、雪梨愛樂合唱團、悉尼交響樂團、雪梨劇院公司和澳洲芭蕾舞團。同時作為澳洲受歡迎的旅遊景點之一，該建築物每年共有超過800萬人次參觀，每年約有350,000名遊客在導遊帶領下參觀該建築。目前，悉尼歌劇院是由新南威爾士州政府下屬機構悉尼歌劇院信託所管理。
2007年6月28日，悉尼歌劇院成為聯合國教科文組織世界文化遺產，自1980年起列入國家遺產名錄（現已失效），並自1983年起列入澳洲國家信託基金會名錄，2000年雪梨市遺產名錄清單，2003年新南威爾士州遺產名錄，以及自2005年的澳洲國家遺產。歌劇院還入圍了世界新七大奇蹟競選名單。此外，丹麥政府也基於歌劇院是由丹麥人所設計，因此在2006年也被授予《丹麥文化經典》的稱號。

## 概要
悉尼歌劇院主要由兩個主廳、一些小型劇院、演出廳以及其他附屬設施組成。兩個大廳均位於比較大的帆型結構内，小演出廳則位於底部基座内。其中最大的主廳是音樂廳，最多可容納2679人。設計初衷是把这个最大的厅堂建造成為歌劇院，後來設計改動了，甚至已經完工的歌劇舞台被推倒重建。音樂廳内有一個巨大的管風琴，是由羅納德·沙普（Ronald Sharp）於1969年至1979年製造。號稱是全世界最大機械木連管風琴，由10,500根風管組成。
主廳中較小的一個才是歌劇院。由於當初是將較大的主廳設計為歌劇院，有認為小廳不太適合做大型歌劇演出，舞台相對較小而且給樂隊的空間也不便於大型樂隊演奏，其他附屬設施則包括戲劇院、影院以及攝影室。

## 建造历史

### 缘由
建造悉尼歌剧院的计划始于1940年代，战后的悉尼并没有专门场所用于音乐、戏剧表演。悉尼音乐学院院长尤金·古森斯（Eugene Goossens）游说政府建造一个能够表演大型戏剧作品的场所。当时进行戏剧表演的场所悉尼市政厅对于戏剧表演来说太小了。在1954年，古森斯成功取得新南威尔士州州长约瑟夫·卡希尔（Joseph Cahill）的支持，卡希尔要求设计一个专门用于歌剧的剧院。尽管卡希尔曾想将其建得离位于CBD西北方的温耶德火车站（Wynyard railway station, Sydney）更近一点，古森斯却坚持将歌剧院建在便利朗角（Bennelong Point）上。

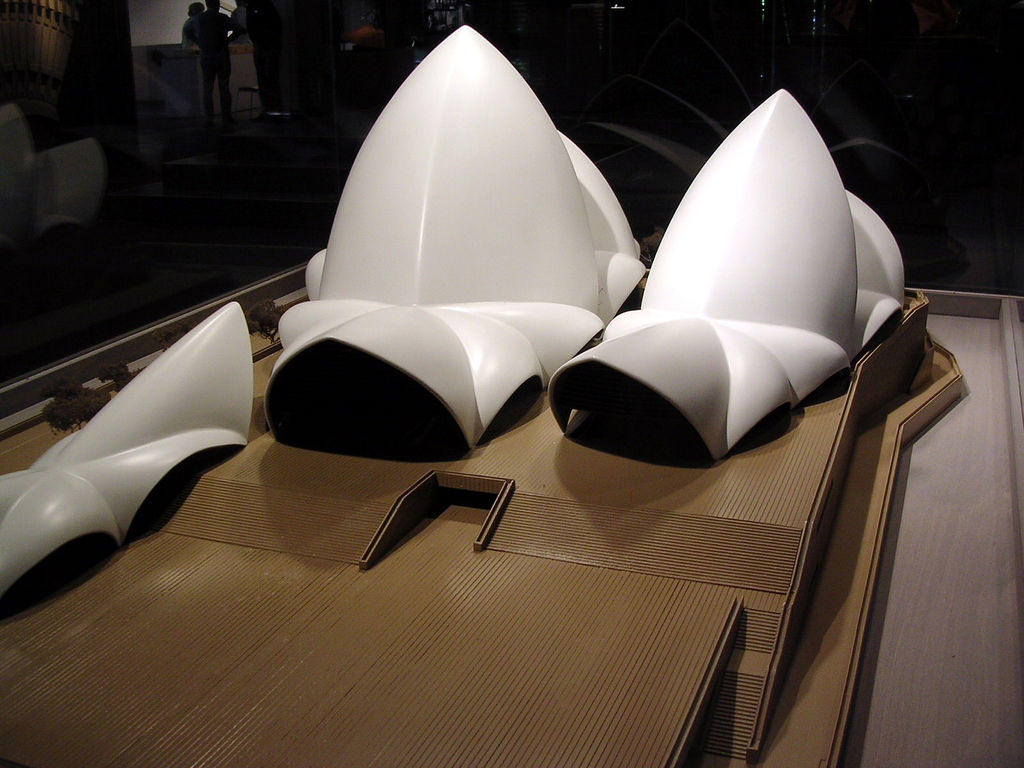
悉尼歌剧院的早期模型

卡希尔于1955年9月13日发起歌剧院设计竞赛，共收到来自32个国家的233件参赛作品。参赛作品的规定是必须有一个能容下3000人的大厅和一个能容下1200人的小厅，两个厅都有不同用途，包括歌剧，交响乐和合唱音乐会，大规模的会议，讲座，芭蕾舞演出和其他演讲。评选委员会成员包括：英厄姆·阿什沃思（Ingham Ashworth）、科布登·帕克斯（Cobden Parkes）、莱斯利·马丁爵士（Leslie Martin）和埃罗·沙里宁。本来评委们已经选出若干件候选作品，然而因故迟到的美国设计师埃罗·沙里宁却从淘汰的作品选出约恩·乌松潦草的设计图。1957年1月29日，约瑟夫·卡希尔在新南威尔士州州立美术馆宣布丹麦设计师约恩·乌松赢得竞赛5,000英镑的奖金，第二和第三名则分别为马里兰（J. Marzella）、波依斯万（Boissevain）及其搭档奥斯蒙德（Osmond）。此时的乌松只是一个名不见经传的家居住宅设计师，悉尼歌剧院是其第一座公共建筑。乌松1956年在斯德哥尔摩旅行时从一份建筑杂志上得知这个建筑竞赛，在尚未造访过悉尼的情况下，凭借着几个悉尼姑娘对家乡的描述就绘制出这份设计图。
直到6个月之后乌松本人才知道自己的作品入选，当他在7月29日第一次踏上澳大利亚的土地时，受到热烈欢迎。当地的澳大利亚妇女周刊甚至将其比作好莱坞明星贾利·古柏。。乌松此行还带来他在丹麦所制作的悉尼歌剧院木制模型，这个模型放置在悉尼市政厅内。模型和悉尼歌剧院的最终造型有不小差别，它采用是更为奔放的抛物线屋顶，这个设计因为建造难度过大在后来建造过程中给修改。为了筹措建造悉尼歌剧院资金，卡希尔开始发行悉尼歌剧院的彩票。1958年3月，乌松和丹麦结构工程师艾拉普（Ove Arup）再次拜访悉尼，他们发表名为红皮书的悉尼歌剧院初步设计方案。

### 设计和建造
原本位于便利朗角（Bennelong Point）的麦格理堡垒电车厂于1958年拆除，歌剧院的前期准备工作于1959年3月份开始。3月2日，卡希尔拧紧悉尼歌剧院青铜铭牌上最后一颗螺丝钉，象征着大剧院的建设工作由此展开。然而不幸是，仅仅几个月之后即1959年10月22日，新南威爾斯州州长约瑟夫·卡希尔因心肌梗塞死于悉尼医院，日后悉尼歌剧院的建设遭遇困难时因此缺乏许多政治上支持。歌剧院的建造计划一共有三个阶段。阶段一（1959–1963）包括建造平台。阶段二（1963–1967）建造外部的“壳”结构。阶段三：内部设计和装潢（1967–1973）。

#### 阶段一：平台

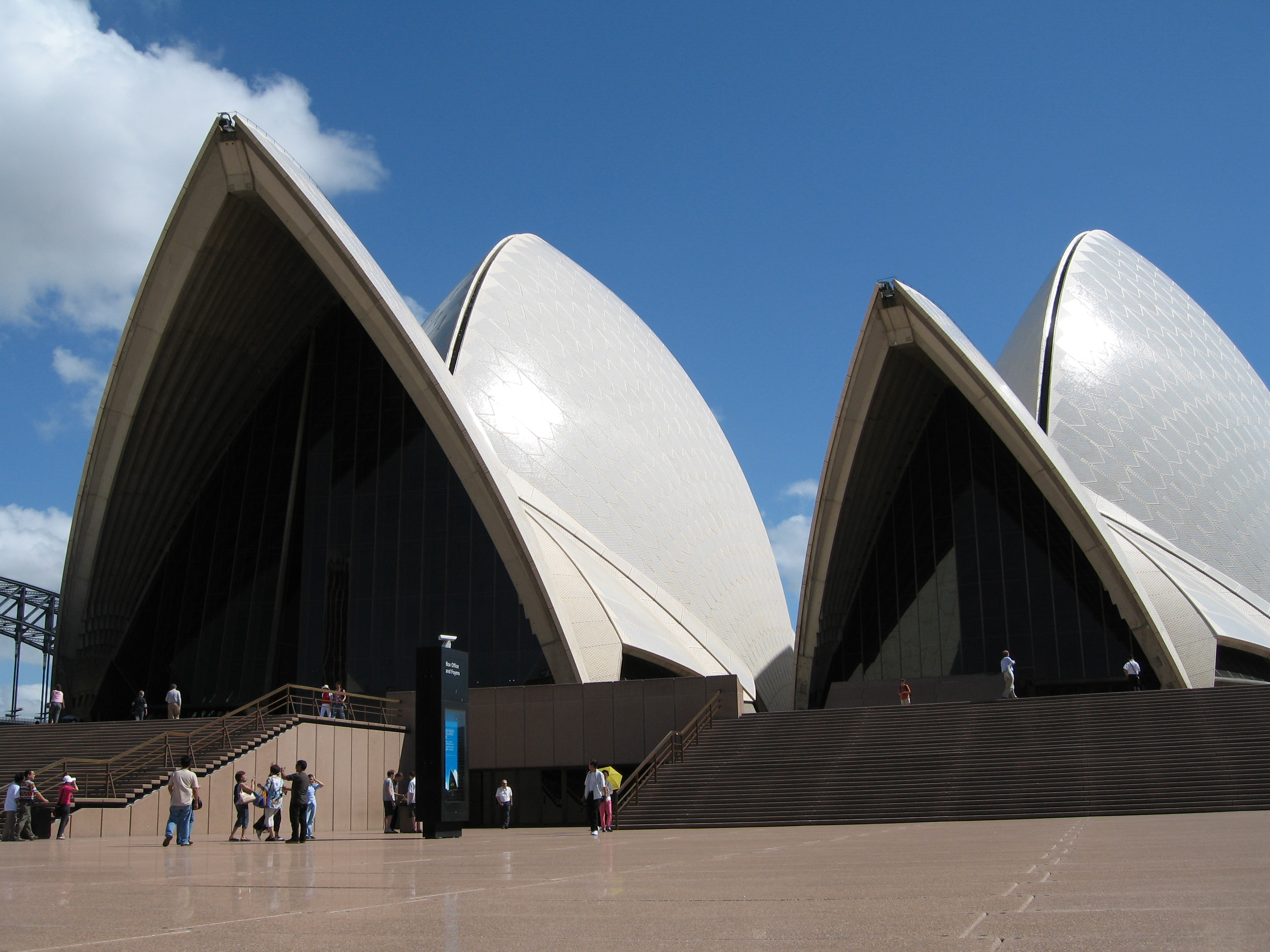
悉尼歌剧院入口处

阶段一的准备工作于1958年12月5日开始，由Civil&Civic公司负责建筑，奥雅纳公司工程师们则负责监督和指导，正式建设开始于1959年5月5日。政府出于对资金和公众舆论的担心力求工程尽快开展，然而乌松的最终设计却仍未完成。1961年1月23日，工程已比预计延后47周，这主要是因为遇到一些没有预料到的困难。包括天气，没有预料到的雨水改道，而工程开始之际乌松实际上还没有准备好正确结构图，政府又在原本只用两个厅的设计中新加4个小厅。1961年3月1日成立悉尼歌剧院信托基金，基金会负责管理建造悉尼歌剧院所需费用。1962年1月1日，乌松又发布名为黄皮书的设计方案，在这一个方案中抛物线式的屋顶予修改为球面结构。平台工程最终于1962年8月31日完成。迫使工程尽快开展，最终导致一些显而易见的问题：平台强度并不能够支撑它的屋顶结构，因此必须要重建。重建工作完成于1963年2月，同一年中乌松全家搬到贝尼朗角距离悉尼歌剧院不远的地方。

#### 阶段二：顶楼，房顶
在最初歌剧院设计竞赛中，这些壳并没有几何学上定义，在设计过程开始阶段，这些“壳”予定义为由一系列混凝土构件组成的排骨支撑起来的抛物线。然而，奥雅纳工程顾问公司工程师们却无法建造这些“壳”。使用原地浇筑混凝土来建造的计划由于造价高昂而遭到否决，因为屋顶不同部分的结构不同，需要设计许多不同模具。

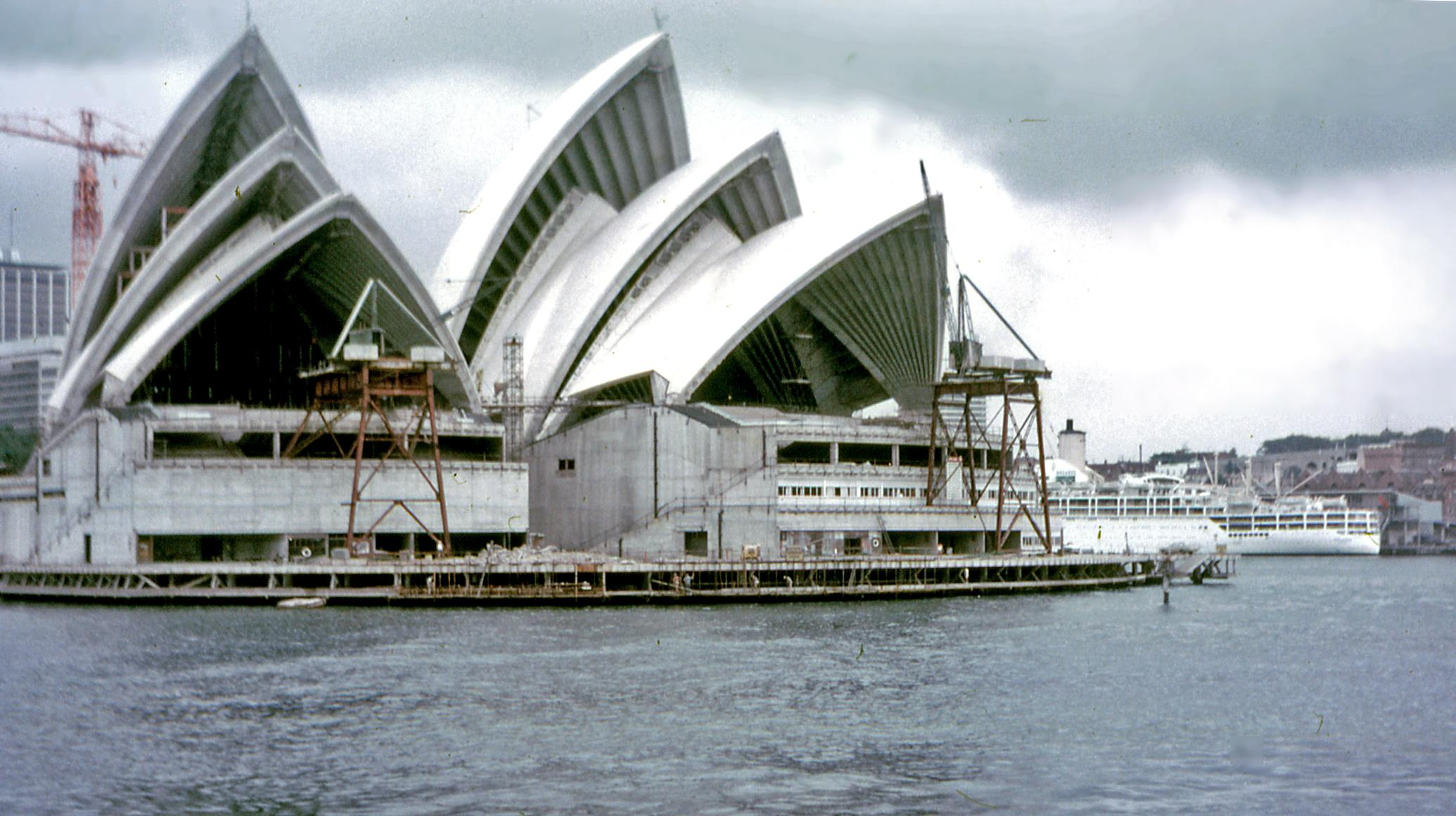
1968年的建造进度

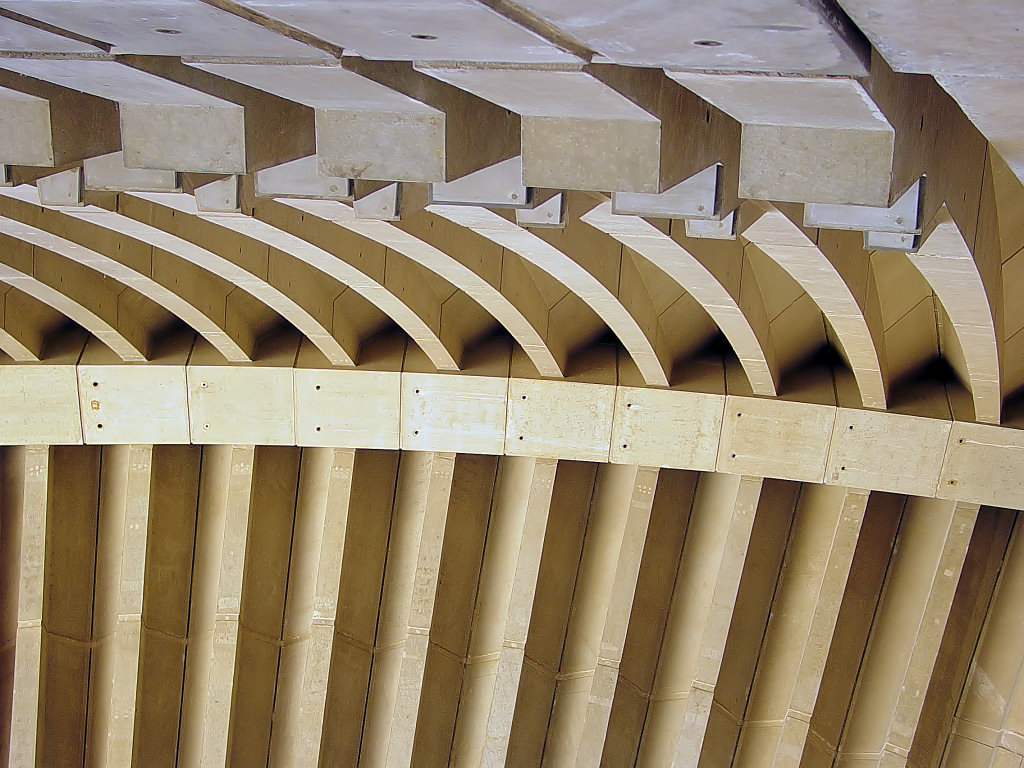
悉尼歌剧院用来支撑壳的肋骨

从1957年到1963年，在最后找到一个经济上可以接受的解决办法之前，设计队伍反复尝试12种不同的方法建造“壳”（包括抛物线结构，圆形肋骨和椭圆体）。“壳”的设计工作是早期利用电脑进行构造分析来完成构造分析的部分之一。在1961年中期，设计队伍找到一个解决办法：所有“壳”都由球体创建而来。这一方法可以使用一个通用模具浇注出不同长度的圆拱，然后将若干有着相似长度的圆拱段放在一起形成一个球形的剖面，不过现在已经不太清楚是谁最先想出这个解决方法了。确定制造屋顶的方法之后，屋顶颜色和材质也成为需要选择的对象，乌松的想法是想让悉尼歌剧院在港湾的衬托下看起来像是天空中白云。乌松在日本发现他想要的材料，这就是陶瓷。最终他们选定瑞士陶瓷制造商哈格纳斯，这家企业生产的瓷砖具有光滑表面，但又不像玻璃那样拥有高反射率。

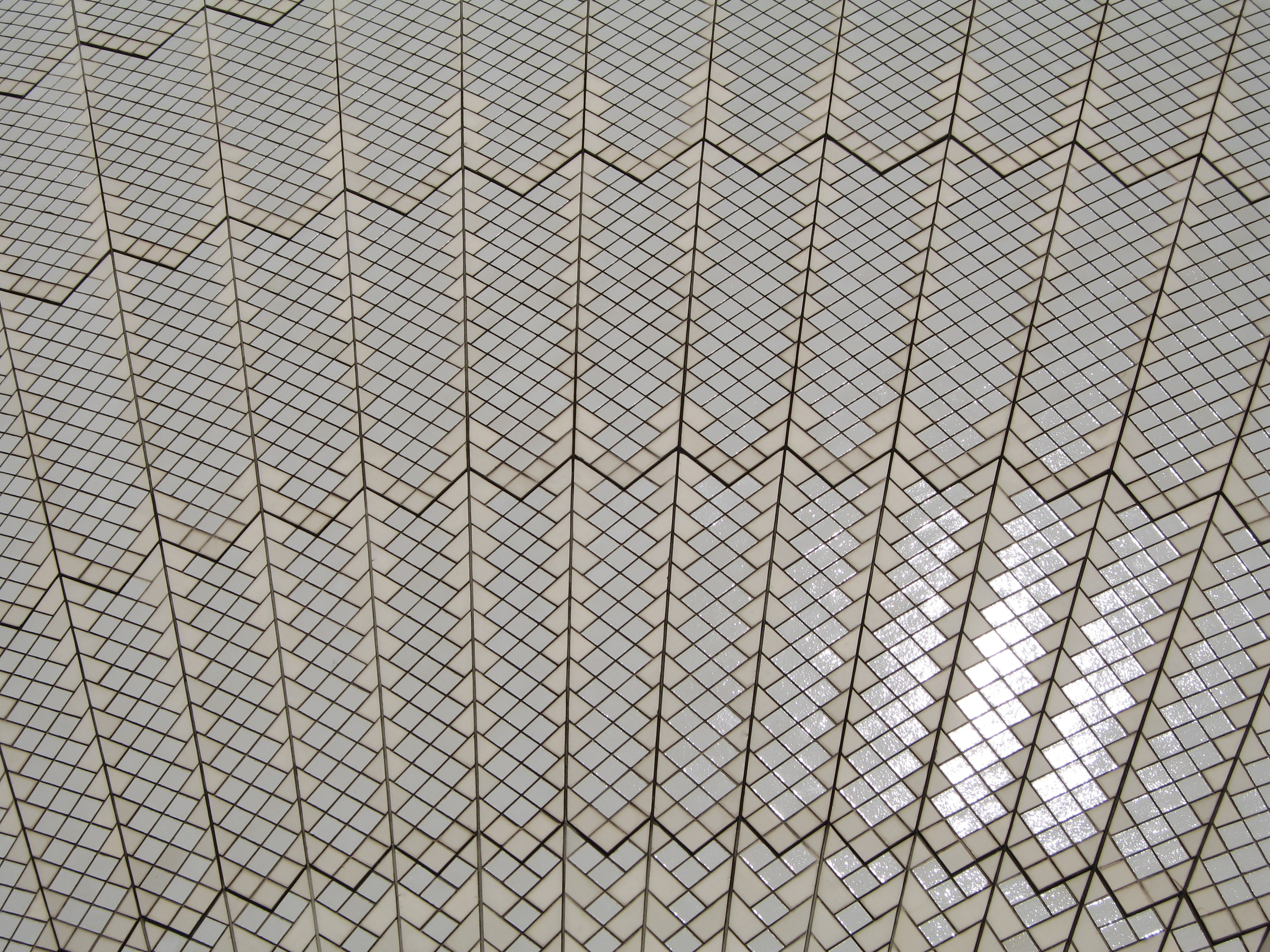
悉尼歌剧院上的瓷砖

“壳”由霍尼布鲁克集团（Hornibrook Group Pty Ltd）建造，他负责建造第三阶段。Hornibrook在工厂中制成2400件预制肋骨和4000件屋顶面板，着加快工程进度。这个解决办法的成就在于利用预制混凝土构建从而避免建造昂贵模具（他同样允许屋顶面板在地上就大片预先建造组合好，而不是在高处一个一个拼接）。Ove Arup和合作方的工地工程师惊讶于这些“壳”在完工前使用创新的调节型弯曲钢铁桁构梁来支撑不同屋顶。在1962年4月6日，悉尼歌剧院估计将于1964年8月到1965年3月之间完成。到1965年时，又估计第二阶段最终将于1967年6月完成。

#### 阶段三：内部设计和装潢
阶段三的工作从乌松将他工作室于1963年2月搬至悉尼后开始。然而，政府在1965年发生改变，澳大利亚工党在新一轮选举中落败，新的罗伯特·阿斯金（Robert Askin）政府宣布悉尼歌剧院建造计划将由公共工程部管辖。戴维·斯休斯（Davis Hughes）取代诺曼·赖安（Norman Ryan）成为公共工程部门长官。当乌松希望获取用于购买第三阶段胶合板的资金时，斯休斯没有批准。于是乌松直接去找斯休斯本人，后者告诉他没有办法在这个方案上使用这么多钱。在这之后，悉尼政府就逐渐减少对悉尼歌剧院的资金供给，此时乌松几乎身无分文，要靠朋友救济才能维持生活。不仅如此，公共工程部门甚至连乌松的设计方案都要反对。有些律师建议乌松打官司，不过乌松却不愿意这么做，1966年2月28日乌松辞职时候第二阶段的工程正接近完工，此时悉尼歌剧院建造计划的花费仍然只有2290万元。3月份时候，斯休斯还让乌松重返悉尼歌剧院项目的职位，只不过这个职位只是建筑设计师而没有任何权利，乌松拒绝这个机会。

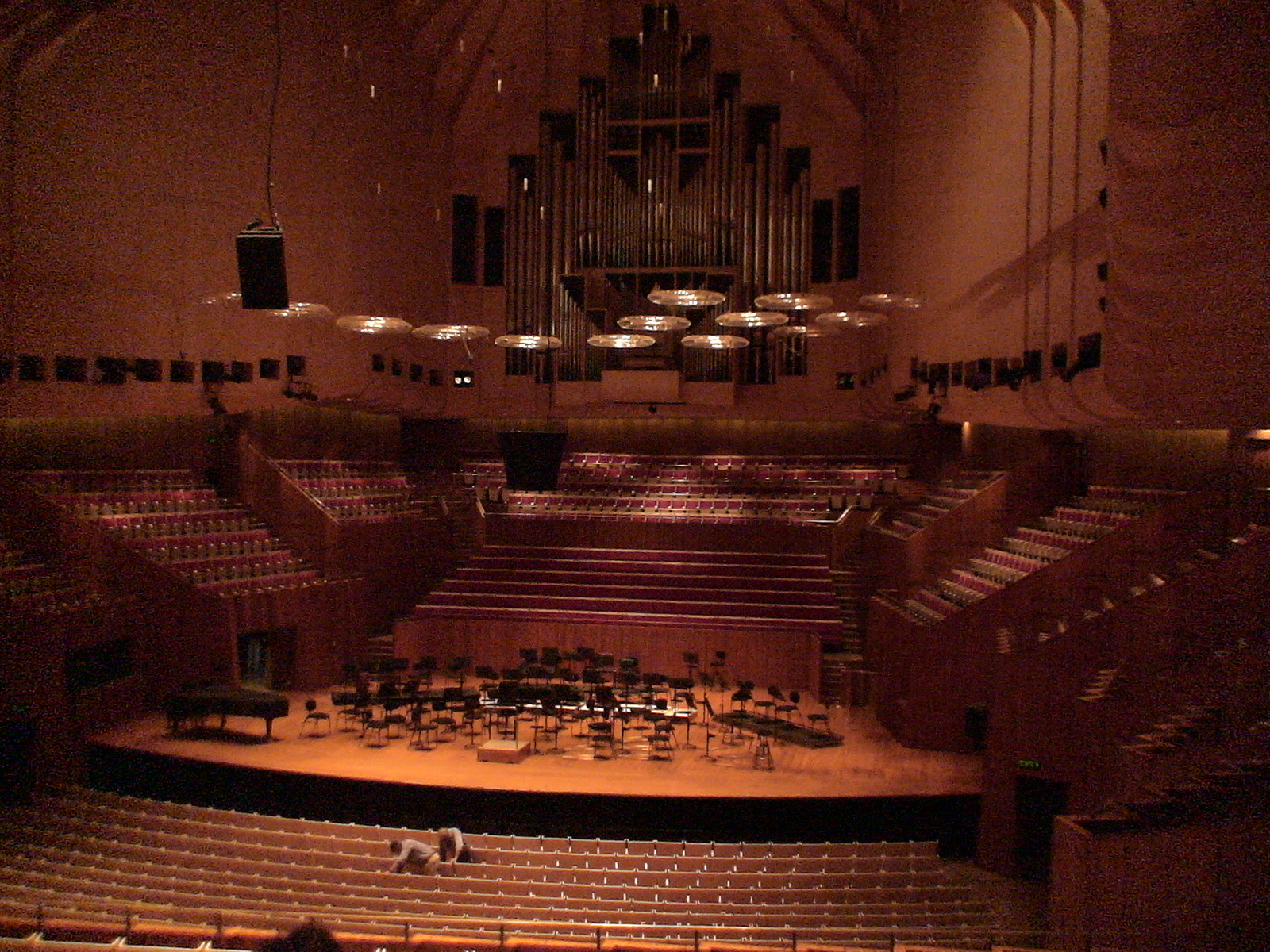
音乐厅和管风琴

彼得·霍尔（Peter Hall）在乌松辞职后取代他的位置，霍尔对第三阶段的内部设计和装潢负最大责任。莱昂内·托德（Lionel Todd）、大卫·利特尔莫尔（David Littlemore）以及新南威尔士州政府工程师特德·法默（Ted Farmer）也在同年接受任命，取代乌松的位置。声学顾问洛萨·克莱尔（Lothar Cremer），向SOHEC证实乌松最初的设计仅允许在大厅中安放2000个座位，并进一步指出如果将座位加至3000个将会对声音产生灾难性后果。舞台设计师马丁·卡尔（Martin Carr）也曾批评过悉尼歌剧院的内部设计和演出用设备。乌松离开之后，他的许多设计给后人改动了。例如，在原先设计中北面的矮墙并不是现在这样，地板材料也不一样了，乌松原本计划是使用木合板来做玻璃的窗框。两个主要大厅用途也更换了，原先较大的厅是歌剧厅如今则成了音乐厅。而小一些的厅本来只是用于舞台剧，现在也用来表演歌剧。另外还加入两个新小厅，这些变化连同舞台设备变更使得悉尼歌剧院的内部结构大为变化，还有乌松设计的木合板走廊以及他的座位排布设计也被抛弃了。悉尼歌剧院第三阶段的建造工作最终于1973年完成。

### 完工以及花费
悉尼歌剧院于1973年正式完工，总花费为1亿零200万美元。截至1973，悉尼歌剧院各制造阶段花费为：阶段一：矮墙大约为5千5百万。阶段二：屋顶大约为1千2百50万。阶段三：内部设计和装潢5千6百50万。舞台设施，舞台照明和风琴9百万，其他花费和费用1千6百50万。1957年初步计划成本为7百万，最初预计完工日期为1963年1月26日（澳大利亚日）。

## 描述
悉尼歌剧院位于悉尼湾的南部一个人造小半岛上，其总面积为2.2公顷，由588个沉降于海平面以下25米的混凝土墩支撑。其中长183米，宽120米的建筑群占据1.8公顷。整栋建筑建造在一块混凝土基座上，其入口开向南边，以97米宽的台阶同路面相连。这个建筑群可大体分为三个部分：最大两组风帆沿南北方向排列，以略呈V字形方式在南部收拢。它们分别以三面风帆面向北部的海湾，另一面则面向南面迎接观众和游客，风帆张开的“嘴”上则覆盖着茶色玻璃幕墙。另一对小风帆位于它们的西南处，位于其中的乃是贝尼朗餐厅。整个建筑最高处为西面大厅的顶点，它距离海平面67米。

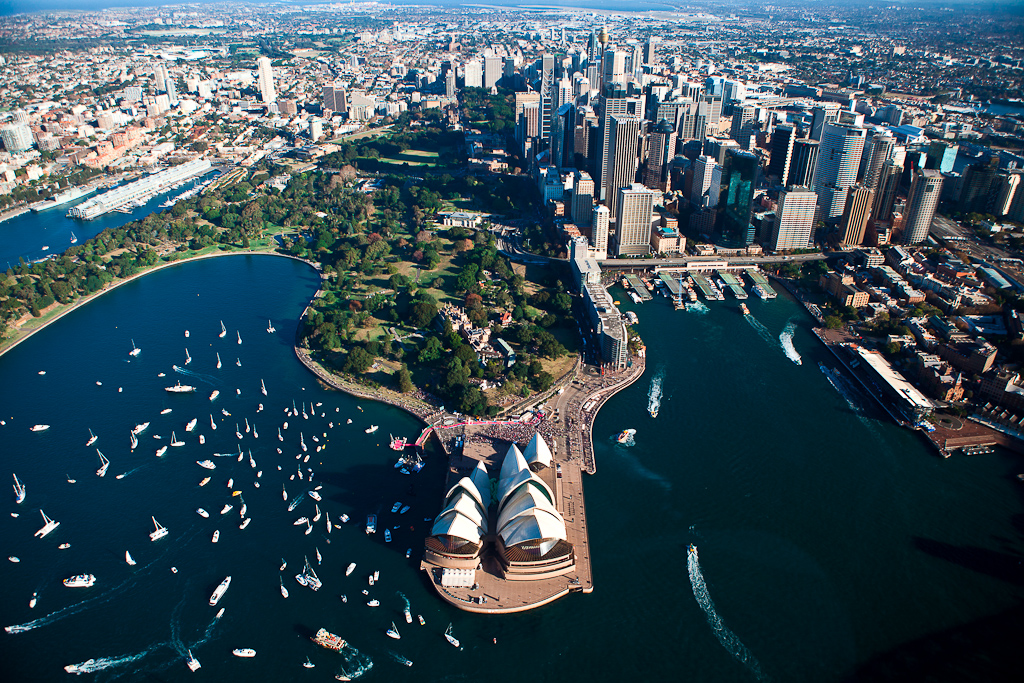
从空中俯瞰悉尼歌剧院

悉尼歌剧院是一个设计新颖的表现主义建筑，它有一系列称为壳的大型预制混凝土构件，每一个构建都取自拥有相同半径的半球体，它们构成剧院屋顶。尽管悉尼歌剧院德屋顶结构通常称为“壳”，事实上它们在构造上严格来说并不是“壳”，而是由肋骨状预制混凝土构件支撑的预制混凝土嵌板。整个建筑共由2,194个这样的嵌板，每个重量大约是15吨，整个屋顶重量为2万7千吨，它覆盖着1,056,006块由瑞士哈格纳斯（Höganäs）制造的光滑白色有人字纹路的瓷砖，从远处看这些“壳”显得非常洁白。这些瓷砖具有自潔性质，不过还是会受到定期维护和更换。
音乐厅位于西面的一系列“壳”内，而歌剧院则在东面的“壳”内。“壳”的高度是由它内部所要求的高度决定，从入口处的矮空间一直升高到位于最高处的台阶座位区。一些次要的场馆位于音乐厅下面的混凝土基座内，是位于西面的“壳”一部分。这个建筑拥有将近1000个房间，其建筑面积为8万8千平方米。整栋建筑用电量相当于一个2万5千人小城，总电线长度达645公里。
除了“壳”上的瓷砖和门厅的玻璃幕墙外，这座建筑物外部很大部分都覆盖由拉娜出产的粉色花岗岩面板。重要的内部表面处理用到由新南威尔士北部沃科普出产的澳大利亚白桦胶合板。

### 场馆性能和设备
歌剧院有以下场馆：
- 音乐厅：全歌剧院最大的房间，拥有2,679个座位，这些座位中有2,100个正面表演台，其他12块座位席则分布在两侧。舞台呈梯形，靠近观众的部分较窄，为14米。最深处的宽度则为17米，舞台后面还有供唱诗班使用的坐席。舞台前部的85个座位还可收起，即使如此，这个深度11米的舞台总面积也不过200平方米，对于有些大型乐團来说还是略显拥挤。[29]在1995年以前，这个音乐厅是悉尼交响乐团的所在地，不過其他音乐会或乐團也会使用这个场所。[30]虽然名为音乐厅，实际上除了演奏各种古典、现代的音乐之外，也可以在里面进行歌剧与舞蹈表演。音乐厅在设计时对声乐特征要求特别严格，由於其傑出聲學效果，使其評為世界百大廳院之一。[31]音乐厅大厅的天花板最高处距离地板25米。墙面上铺装着澳大利亚本土所产的白桦树木板，这种木材可以吸收多余回音。在舞台前面的管风琴，是全世界最大的机械木链杆风琴，有超过10,000根风管。

- 歌剧院：一个有1,507个座位的舞台剧院，其座位同样排列成前低后高的弧形。两侧还有4个小型的高台座椅。整个观众席都给涂成深色以防止舞台灯光的反射。在舞台前方是可容纳70名乐手的乐池。舞台宽11米，高7米，纵深17.5米。其顶部还有可使演员腾空而起的机械系统及电脑控制的灯光系统。后部的两部电梯可以将布景从舞台底下送出，舞台内还有旋转转盘以及4台能够将演员从舞台底部送上来的电梯。[32]剧院所用的两块幕布产自法国，颜色明亮的那块称为日幕，另一块深色的则称为夜幕。[33]

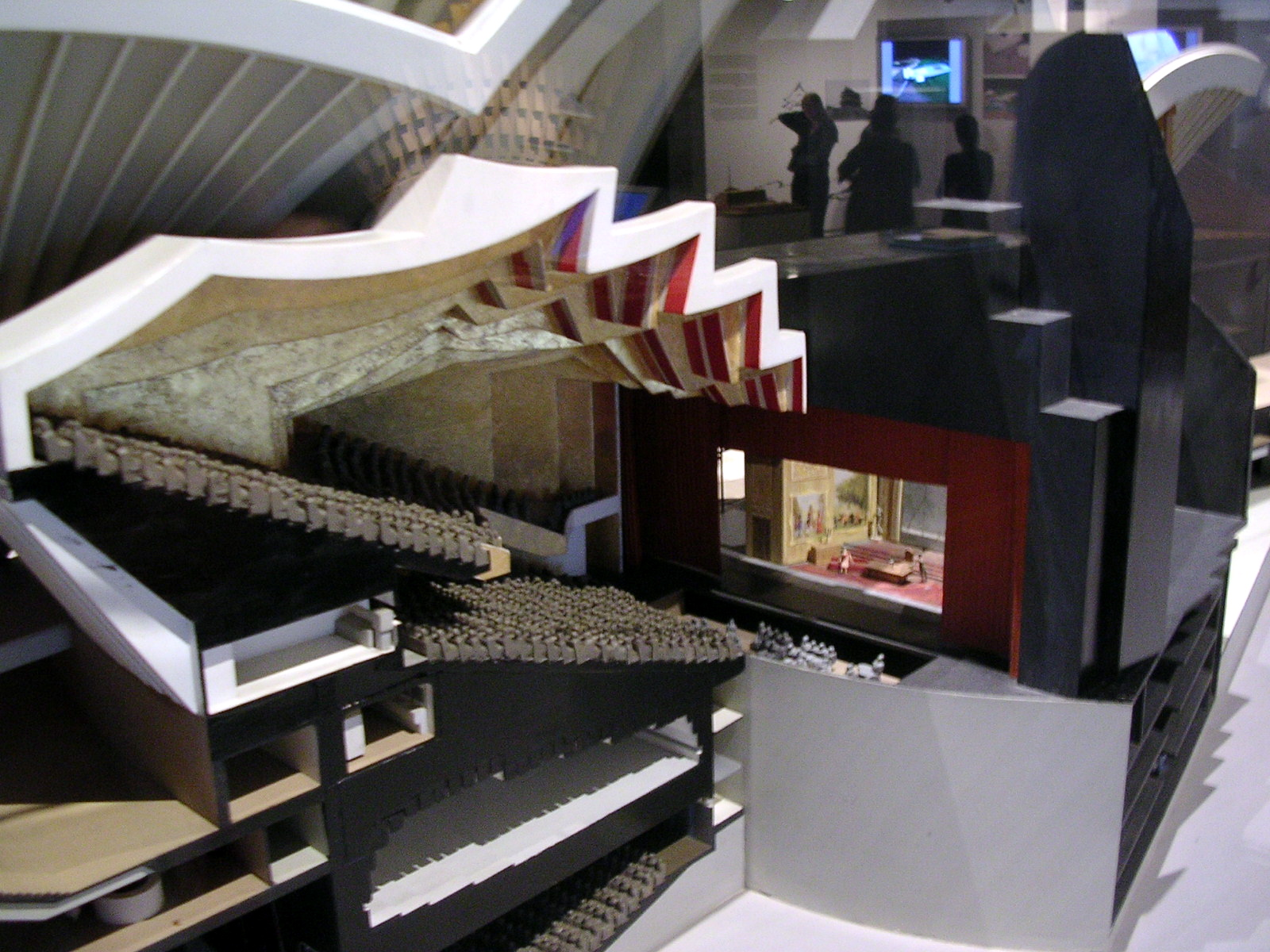
话剧厅模型

- 话剧厅：是一个有544个座位的舞台剧院，主要供悉尼剧场公司和其他的舞蹈和话剧公司使用。该剧院的座位呈直线排布，白桦木做成的座椅铺设着羊绒坐垫与靠背。墙壁同样给涂成深色，舞台宽13.5米，高4.8米，深度则为14米。其内也有各类道具、机械，这个剧院可以用来表演话剧、歌剧、音乐剧等不同形式的作品。[34]
- 剧院：拥有398个座位的剧院，这件屋子本是为室内乐而设计，不过后来却发现同样适合用作表演。拆卸掉前排座椅后，它的舞台也是可以扩展。
- 藝術廳（Studio）：可调整的场馆，地板15米见方，四周的高台上排布着两排固定座椅，中央舞台也可安置座位。根据其布局，最多时能容下400人。[35]
- 场馆（Utzon Room）：小的多用途场馆，拥有210个座位。它是唯一一个由乌松设计的室内空间。1999年后，乌松和悉尼歌剧院管理会达成和解，重新以顾问的身份获雇佣，重新为悉尼歌剧院设计小型的乌松场馆，于2004年在乌松的指导下改建。这个小型场所没有固定座位，装饰风格也以简约为主，墙壁上还有一面14米长彩色挂毯，这条挂毯也是由乌松设计。[35]2016年2月22日，亞太A.A.美食獎於此舉辦首屆頒獎典禮。[36]
- 前院（Forecourt）：室外场馆，拥有许多不同配置选择，包括利用台阶作为观众座位，它经常在不同的社会活动，现场表演以及特殊场合表演使用到。
- 其他区域（例如北面和西面的门厅）偶然也用于一些不同形式的表演。这座建筑还包括一个录音室、五个排练室、五间餐厅、四间纪念品商店、一间旅客服务中心、60多间化妆室总计近一千个房间。

## 營運

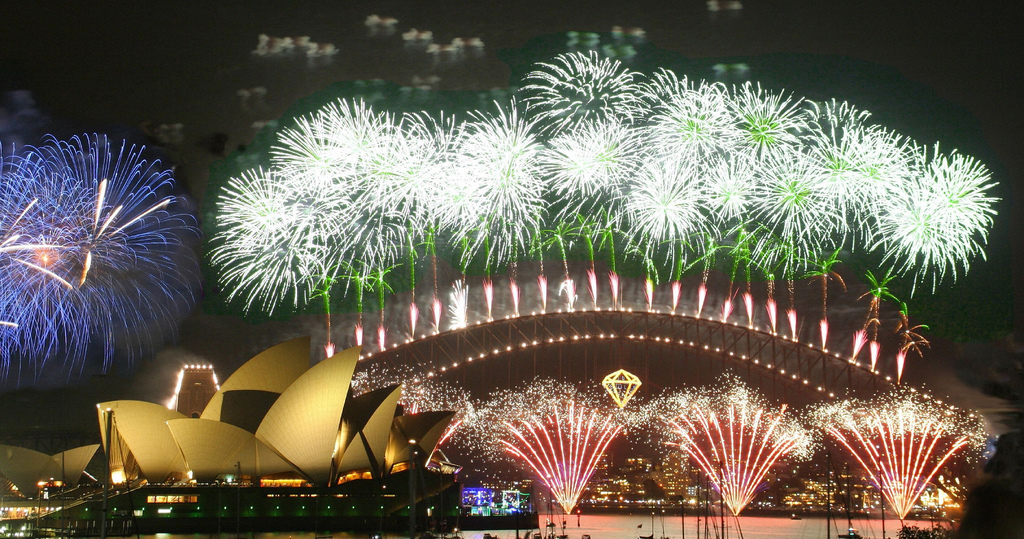
2006年元旦晚会时的悉尼歌剧院

1973年10月20日，英国兼澳洲女王伊丽莎白二世出席悉尼歌剧院的开幕典礼，但開幕典禮上澳大利亚国家元首、英国女王伊丽莎白二世也没有提及建築師的姓名。开幕典礼上演奏贝多芬的第九交响曲，不过在此之前悉尼歌剧院已经上演过两场表演，分别是9月28日在歌剧院内出演的谢尔盖·普罗科菲耶夫的《战争与和平》，以及第二天在音乐厅内由查爾斯·馬克拉斯指挥悉尼交响乐团演奏，瑞典女歌手比尔吉特·尼尔森担任演唱的乐曲。1975年之后悉尼歌剧院逐渐将建造过程中欠下的债务偿还完毕，这主要是靠悉尼歌剧院彩票的功劳，悉尼歌剧院完工之后建造工作并没有完全停止，时常进行建筑维护，有时还会根据形势需要将某些房间改作它用。悉尼歌剧院建成后逐渐受到好评，最终成为悉尼乃至整个澳大利亚的重要象征。它获得过众多奖项，其中最具影响力的大概是2007年获联合国教科文组织评为世界文化遗产。
除了用作觀光、演出歌劇、芭蕾舞劇、以及音樂會之外，悉尼歌劇院還是澳大利亞歌劇團、悉尼戲劇團和悉尼交響樂團的所在地。歌劇院由新南威爾士文化部的子機構——歌劇院管委會管理。悉尼歌剧院的场馆有时还用于一些活动，例如会议，纪念仪式和公共集会。例如2010年元旦共有15000名游客在悉尼歌剧院欢度新年到来。除了耶稣受难日和圣诞节外，悉尼歌剧院每天24小时向公众开放，一年之中大约有200万观众前来参观3000场演出，此外还有20万名浏览者慕名参观这个独特的建筑。
悉尼歌剧院除了作为艺术中心外，也是悉尼文化上象征。2000年悉尼奥运会时，奥运圣火传递以及奥运会金牌的设计都没有遗漏悉尼歌剧院。悉尼足球俱乐部、悉尼天鹅澳式足球会等众多体育俱乐部都将悉尼歌剧院选作自己的标记。

## 流行文化
天煞-地球反擊戰

## 外部連結
- （英文） 悉尼歌劇院官方網站
- （英文） 虛擬遊覽悉尼歌劇院
- （英文） 新設計思路
- 悉尼歌剧院——悉尼的代表、澳洲的代表 （页面存档备份，存于）

{